# Stenasellus breuili
Stenasellus breuili là một loài chân đều trong họ Stenasellidae. Loài này được Racovitza miêu tả khoa học năm 1924.